# TEAM dream
TEAM dream（チーム ドリーム）は、dreamのメンバーを中心に構成されていた芸能人女子フットサルチーム。ユニフォームの色はファーストが水色、セカンドが白色。

## 略歴
2005年4月 TEAM dream設立
2005年10月 宇津木めぐみ加入
2006年4月 長州小力監督、公式戦優勝
2006年11月 スフィアリーグ すかいらーくグループシリーズ 年間総合優勝
2007年5月 橘に代わり高本がキャプテン
2008年4月 解散

## スポンサー
プロアクティブ・ソリューション
ユニフォームサプライヤー - アンブロ

## メンバー
長州小力（監督）
阿久津貴志（コーチ）
高本彩（キャプテン、アラ）
阿部絵里恵（ピヴォ）
中島麻未（フィクソ）
西田静香（アラ、フィクソ）
橘佳奈（ゴレイロ）
長谷部優（ピヴォ）
山本紗也加（アラ）
草野真梨絵（フィクソ）
高梨桃子（アラ）
斉藤彩（ピヴォ）
中島愛（アラ）
島沙織（ピヴォ）
かほり（フィクソ）
松永涼子（アラ、ピヴォ）
はるか（ゴレイロ）
石坂結（ピヴォ）
嘉陽愛子（ピヴォ）
宇津木めぐみ（アラ）
近野成美（ - 2005年6月）
小島由利絵（ - 2005年6月）
松浦勝人（監督、- 2006年3月）
野嶋倫（コーチ、- 2006年3月）
垣本右近（コーチ、- 2006年11月）
海老沢神菜（ - 2007年4月）
絵梨華（ - 2007年4月）
杉林沙織（ - 2007年4月）

## 戦績
2005年
5月 第2回フジテレビ739カップ：予選グループB 3位　
7月 すかいらーくグループCUP：予選グループC 3位
8月 すかいらーくグループ冒険王リーグ：予選グループB 4位
10月 第2回すかいらーくグループCUP：トーナメント出場グループ5位
12月 SPHERE LEAGUE すかいらーくグループシリーズ 1stステージ：ベスト6
2006年
2月 SPHERE LEAGUE すかいらーくグループシリーズ 2ndステージ：準優勝
4月 SPHERE LEAGUE すかいらーくグループシリーズ 3rdステージ：優勝
5月 SPHERE LEAGUE すかいらーくグループシリーズ 4thステージ：優勝
7月 第1回 グッドウィルカップ』、予選グループC 3位
7月 - 8月 すかいらーくグループリーグ in お台場冒険王「真夏の女王」決定戦：ベスト6
10月 SPHERE LEAGUE すかいらーくグループシリーズ 5thステージ：ベスト6
11月 SPHERE LEAGUE すかいらーくグループシリーズ FINAL：ベスト4
2007年
5月 SPHERE LEAGUE 2007 すかいらーくグループCUP 開幕戦：予選グループA 4位

## 活動史
2005年
5月10日 練習試合 対吉本興業
5月23日『第2回 フジテレビ739カップ』
6月25日 練習試合
7月2日  練習試合 阿久津チームVS倫チーム
7月13日 練習試合 橘：左手薬指を剥離骨折
7月17日 練習試合 杉林：左手首骨折
7月21日 練習試合 チーム初勝利
7月26日『すかいらーくグループCUP』
8月6日『ローソンカップ－夢フットサル』徳島県鳴門総合運動公園陸上競技場、対ヴォルテス/一般混成、エキシビジョン、ミニライブ
8月6日 - 30日『すかいらーくグループ冒険王リーグ』
8月20日 冒険王 中島：肋骨骨折  公式戦初得点、公式戦初勝利
8月21日 冒険王 西田：顔面にボール当たる
8月27日 冒険王 高本：肋骨骨折
8月28日 冒険王 高本：顎関節『関節円盤』炎症
9月23日『フルキャスト楽天カップ フットサルチャンピオンシップ2005』千葉ポートアリーナ、エキシビジョン
10月18日 対一般女子
10月20日『第2回すかいらーくグループCUP』
10月30日『新宿三越アルコットオープン記念 エキシビジョンマッチ』銀座deフットサル 新宿アルコットスタジアム、高本：なでしこ賞、長谷部：貧血途中退場、実況 竹川英紀：たか「とも」連呼、ミニライブ
11月12日 ファミマ 横浜
11月13日 ファミマ 山梨、橘：顔面にボール当たる
11月15日 練習試合 対ヤンジャン
11月16日 練習試合 対チャクチャク、高本：顔面にボール当たる
11月23日 ファミマ 宮城
11月26日 ファミマ 徳島
11月27日 ファミマ 福岡
12月6日 練習試合 対ヤンジャン
12月12日 練習試合 対蹴竹G
12月18日 ファミマ 東京
12月15日『スフィア すかいらーくシリーズ 1stステージ』
2006年
1月10日 東海テレビ『コラソン』ハンディキャップマッチ、TV収録
1月17日 練習試合 対ヤンジャン
1月25日 サッカーコートでの練習
2月9日 - 10日 スフィア選抜で練習
2月12日『第1回 チャレンジCUP』準優勝
2月13日 練習試合 紅白戦、avex屋上フットサルコート
2月23日『スフィア すかいらーくシリーズ 2ndステージ』、高本：前転、敗戦後ガッタスサポーターによる「ドリーム」コール
2月28日 高本：ロンドリーナジュニアの練習に参加
3月30日 練習試合 対ヤンジャン、対ミスマガ
4月4日 練習試合 対ザナドゥー
4月6日『スフィア すかいらーくシリーズ 3rdステージ』宇津木：右足首内側靱帯損傷
4月15日 関東リーグのオールスターゲーム『Jam！』観戦
4月16日『第2回 チャレンジCUP』決勝トーナメント準々決勝敗退
4月18日『KICK IN! GAROTAS フットサルTV』高本：カレッツァ小島と対談、TV収録
4月20日『恋するフットサル』橘：ミスマガ時東、監督安田大サーカス・団長と共演、TV収録
4月20日 高本、宇津木：ロンドリーナレディースの練習に参加
4月28日 練習試合 対蹴竹G
5月9日 練習試合 対アサイ
5月10日 練習試合 山本：親指負傷
5月11日『スフィア すかいらーくシリーズ 4thステージ』
6月10日『KIRIN SUPPORTERS' STATION CUP エキシビジョンマッチ』横浜赤レンガ倉庫内イベント広場B、ゴレイロ：宇津木/阿部
6月18日『第3回 チャレンジCUP』予選グループD 1位通過、決勝トーナメント優勝
7月7日『第1回 グッドウィルカップ』
7月17日『お台場冒険王“真夏の女王”決定戦』
8月10日『スーパーチャレンジカップ お台場冒険王』予選グループB 予選敗退
8月31日『お台場冒険王“真夏の女王”決定戦』
10月17日『スフィア すかいらーくシリーズ5thステージ』
11月30日『スフィア すかいらーくシリーズFINAL』
2007年
5月4日『SPHERE LEAGUE 2007 開幕戦 すかいらーくグループCUP』
6月3日『MARIACIDA LADIES CUP』Supported by JOGARBOLA
8月9日『すかいらーくグループ 冒険王CUP 2ndステージ』予選
8月14日『すかいらーくグループ 冒険王CUP 2ndステージ』決勝大会
8月15日 Fリーグプレマッチエキシビジョン
8月17日『メルシートゥフェスタ』
12月16日『メルシートゥフェスタ 2007 X'mas Party2』川崎市体育館
2008年
3月15日『2008メルシートゥフェスタ開幕戦』川崎市体育館